# Liou Tching
Liou Tching (čínsky pchin-jinem Liú Tīng, znaky 劉綎; † 1619) byl generál působící v čínské říši Ming za vlády císaře Wan-liho. Pocházel z Nan-čchangu v provincii Ťiang-si, kde jeho otec sloužil jako vojenský velitel. Většinu své kariéry strávil na jihozápadě, v S’-čchuanu, účastnil se bojů s Barmánci začátkem 80. let, v 90. letech úspěšně bojoval proti povstání Jang Jing-lunga na jihozápadě, Mongolům na severozápadě a na severovýchodě v Koreji napadené Japonci. Padl v boji s Džürčeny v bitvě u Sarhu.

## Jméno
Liou Tching používal zdvořilostní jméno Šeng-wu (čínsky pchin-jinem shěngwú, znaky 省吾) a přezdívku „Liou Velký meč“, Liou Ta-tao (čínsky pchin-jinem Liú Dàdāo, znaky 劉大刀). Za mimořádné zásluhy o stát obdržel posmrtné jméno Čung-čuang (čínsky pchin-jinem Zhōngzhuàng, znaky 忠壯).

## Život
Liou Tching pocházel z vojenského rodu žijícího v Nan-čchangu v provincii Ťiang-si, jeho otec byl velitelem vojsk v provincii. Doprovázel ho do války s Barmánci na barmsko-jünnanské hranici, ve které se roku 1583 vyznamenal. Poté od roku 1585 sloužil v S’-čchuanu, v letech 1592–1593 bojoval ve válce s Japonskem v Koreji. V Koreji zůstal až do počátku roku 1595, kdy byl přeložen do S’-čchuanu aby zesílil tlak na místního vzbouřence Jang Jing-lunga, císař a vláda chtěli využít jeho popularity na jihozápadě a osobní známosti s Jangem. Roku 1596 se podílel na odražení nájezdu Mongolů z oblasti kolem jezera Kukunor do severozápadního pohraničí mingského státu. V letech 1597–1598 byl jedním z velitelů mingské expediční armády, která odrazila opětovný pokus Japonska o dobytí Koreje. Po evakuaci Japonců z Koreje roku 1598 byl opět povolán do boje proti povstání Jang Jing-lunga, poraženého v tažení v letech 1599–1600. Poté mnoho let působil na jihozápadě, v S’-čchuanu, kde potíral povstání místních miaoských a loloských kmenů. Roku 1618 ho císař Wan-li přeložil do Liao-tungu, na jaře 1619 dostal velení nad jednou ze čtyř armád vyslaných proti Dürčenům, jeho armáda (a dvě další) byla v bitvě u Sarhu rozdrcena a on sám padl.